# 蔡哲茂
蔡哲茂，古文字與古代史專家，台灣台北人，東京大學東洋史學博士。目前是中央研究院歷史語言研究所專任研究員，並於輔仁大學中文系所、國立政治大學中文系所擔任兼任教授。對甲骨文、金文以及商周史有許多突破前人固說的創見，並以甲骨綴合聞名於古文字學界。
2014年10月，由於海內外學界肯定，獲頒首屆全球華人國學獎「國學成就獎」

## 學歷
建國中學畢業，政治大學中文系學士。接著進入國立台灣大學，從金祥恆先生研習古文字。於1984年完成碩士論文《中山國史初探》。
台大畢業後，赴日本東京大學留學，東洋史專業，師從松丸道雄教授。1991年完成博士論文《論卜辭中所見商代宗法》。

## 外部連結
- 中央研究院蔡哲茂網頁 （页面存档备份，存于）